# A Seita
A Seita é o álbum de estreia do cantor brasileiro de horrorcore Patrick Horla. Ele foi lançado em 2010 e contém oito faixas e duas faixas bônus.

## Faixas
1. Vai Fuder
2. O Próximo Terror de Stephen King
3. O Bandido da Lupa Vermelha
4. Postulado Horla
5. A Seita
6. Patrick Doentio
7. Azul da Prússia
8. Piada Sem Risada
9. Sua Mãe na Minha Cama

Faixas bônus
1. Divina Comédia (Pau no Cu) - Usmano
2. Baby Eu Comi - com Isabela Eva e MorTão